# Black Fist

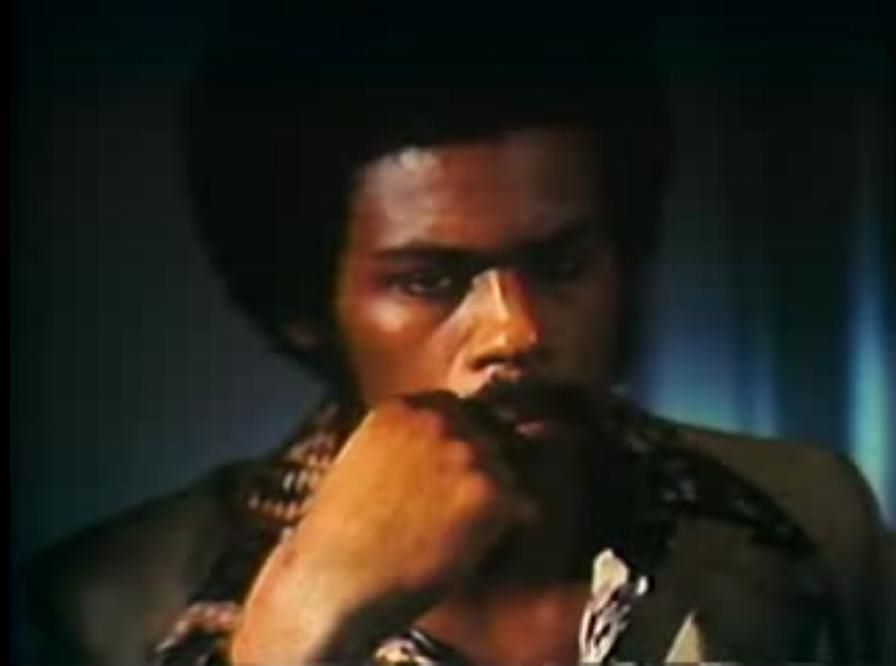
Leroy Fisk, gespeeld door Richard Lawson

Black Fist is een Amerikaanse blaxploitation-film uit 1975, met Richard Lawson. De film is geregisseerd door Timothy Galfas en Richard Kaye. De film bevindt zich in publiek domein.
Black Fist beschrijft het verhaal van straatvechter Leroy Fisk uit Los Angeles. Hij wil vooruitkomen in de wereld en besluit mee te doen aan illegale straatvecht-toernooien. Hier verdient hij wat geld mee.  Het duurt niet echter lang voordat politieagent Heineken (Dabney Coleman) langskomt. Heineken perst Fisk af: als hij niet betaalt, wordt hij opgepakt.

## Rolverdeling
| Acteur                | Personage          |
| --------------------- | ------------------ |
| Richard Lawson        | Leroy Fisk         |
| Annazette Chase       | Florence           |
| Philip Michael Thomas | Fletch & Boom Boom |
| Robert Burr           | Logan              |
| Dabney Coleman        | Heineken           |